# Armengol Ier d'Urgell
Pour les articles homonymes, voir Armengol.
Armengol Ier d'Urgell, également appelé Ermengol, Ermengaud, Armengaud, Hermenegildo en espagnol, surnommé le Cordouan (974 - 1010), est comte de Urgell (992 - 1010).
Il était le second fils de Borrell II de Barcelone et de sa première épouse, Luitgarde de Toulouse. Il est le fondateur de la dynastie des comtes d'Urgell.

## Politique
Homme de grande culture, il a mené une politique d'ouverture vers l'Europe, faisant de longs voyages à Rome, en 998 et 1001. Il a poussé ses nobles à voyager jusqu'à Saint-Jacques-de-Compostelle ou Le Puy.
Il a poursuivi une intense activité belliqueuse contre Al-Andalus. Il a été fait prisonnier en 1004 à Albesa dans la lutte contre les Sarrasins de Lérida. En 1006, Abd al-Malik al-Muzaffar a réalisé une nouvelle incursion contre la Segarra et la Ribagorce, et a été mis en déroute à la bataille de Torà. Armengol Ier a participé à l'expédition que son frère Ramón Borrell effectua en 1010 contre Cordoue, luttant à la bataille d'Aqbat al-Bakr et à la bataille de la rivière Guadiaro, lors de laquelle il a trouvé la mort à l'âge de 37 ans.

## Mariage et descendants
Un peu avant l'an mil, Armengol Ier prit pour femme Teutberge de Provence, fille de Rotboald Ier de Provence.
Ainsi, l'union du frère cadet de Raymond Borrell de Barcelone avec la nièce de Guillaume le Libérateur (petite-fille de Constance de Provence et arrière petite-fille de Charles-Constantin de Vienne) s'inscrivait dans une stratégie de la famille comtale de Barcelone visant à fédérer autour d'elle l'aristocratie occitane.
Armengol et Teutberge eurent un fils : 
- Armengol II (1009-1038) dit "le Pélerin", comte d'Urgell, qui épousa Constance de Besalu[2],[3].

L'indigence des sources ne permet pas de savoir si Teutberge était morte (entre le 7 avril et le 3 novembre 1005) ou répudiée quand il prit pour épouse Guisla (dont la famille n'est pas identifiée mais qui apparait comme homonyme de la sœur de Gausfred Ier de Roussillon).
Elle lui donna une fille :
- Ermesinda, mariée avant 1029 avec Raymond III, comte de Pallars-Jussà.

## Source
- (ca) Cet article est partiellement ou en totalité issu de l’article de Wikipédia en catalan intitulé « Ermengol I d'Urgell » (voir la liste des auteurs).